# 리옹
리옹(프랑스어: Lyon, IPA: [ljɔ̃], 오크어: Lion)은 프랑스의 도시로 오베르뉴론알프(구 론알프) 지방 내 론 주의 중심 도시이며, 과거 앙시앵 레짐의 프로방스 리요네의 중심지였다. 리옹 시의 인구는 492,500 명(2012년)으로 프랑스에서 3번째 크기이고, 근교와 위성 도시를 합한 리옹 광역시의 인구는 약 220만명(2012년 조사)으로 파리, 마르세유 다음으로 3번째로 크다. 인터폴의 본부가 리옹에 있다.

## 역사
리옹은 기원전 43년에 율리우스 카이사르의 부하인 무나티우스 플랑쿠스에 의해 로마 제국의 식민도시로서 세워졌다. 이 지역을 당시 갈리아인들은 'Lug[o]dunon', 켈트의 태양신 Lug(빛)과 dúnon(언덕)을 합친 말로 부르고 있었다. 이 이름을 라틴어화한 'Lugdunum 루그두눔[*]'이 도시의 이름이 되었다. 루그두눔은 곧 갈리아의 중심지가 되었다.

## 지리

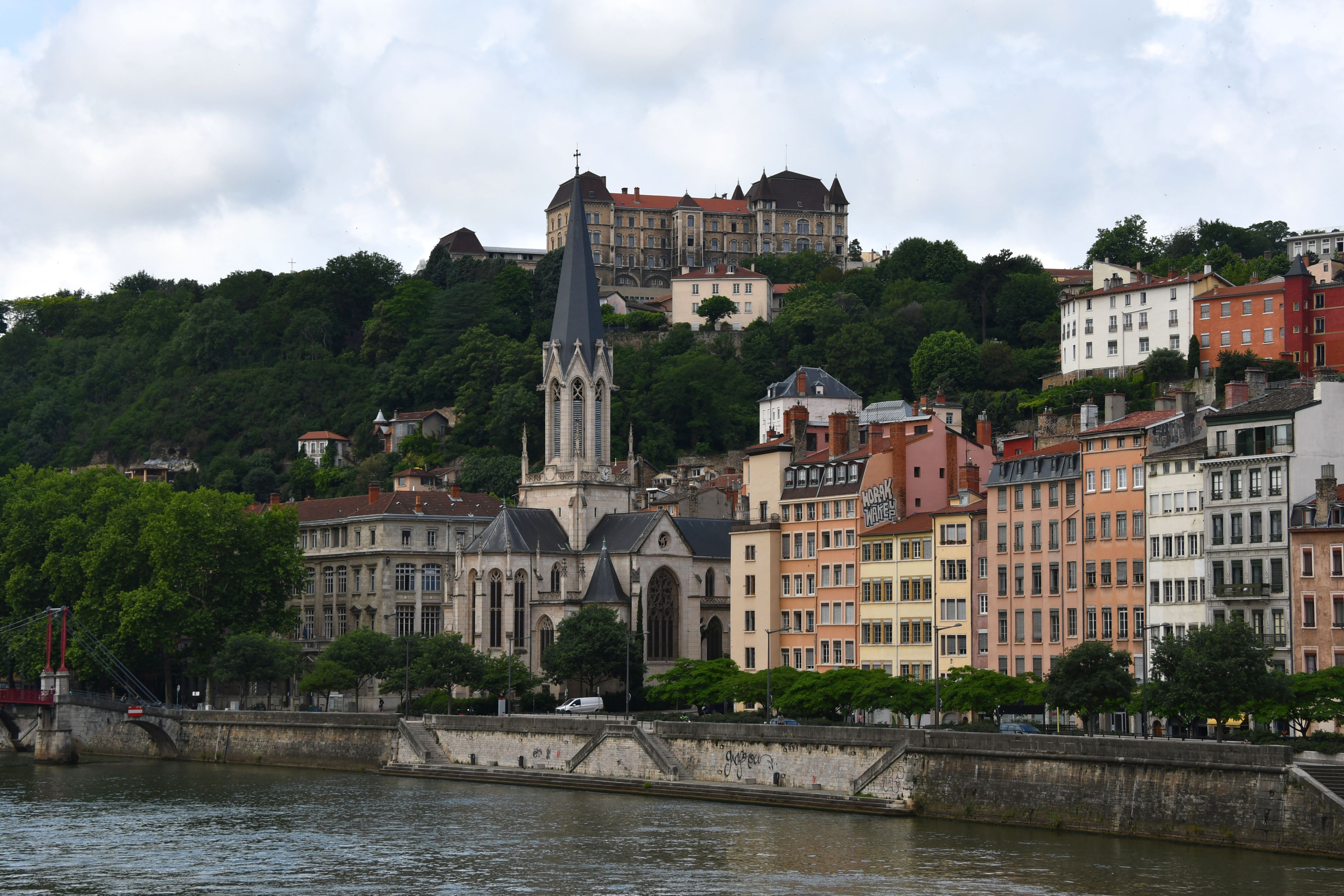
리옹의 손강

리옹은 론강과 손강이 도시를 관통하며, 서쪽과 북쪽에는 두 개의 산이 자리잡고 있고 동쪽으로는 넓은 평야가 펼쳐져 있다. 두 강이 남쪽을 향해 합류하면서 그 중심에 좁은 반도를 형성하는데 이 지역을 프레스킬 (Presqu'île)이라 부르며, 리옹의 역사적인 도심부라고 할 수 있다. 이 프레스킬 구역에는 프랑스에서 세 번째로 큰 중앙광장이자 리옹을 대표하는 벨쿠르 광장이 있으며, 벨쿠르 광장에서 북쪽 방면으로는 보행자 전용 대로인 레퓌블리크 대로 (Rue de la République)가 나 있다.
리옹의 두 산 중에서 북쪽에 있는 것은 라크루아루스 (La Croix-Rousse) 산인데, 예로부터 수많은 비단 공방이 자리잡은 지역이며 리옹을 대표하는 비단 산업의 발상지로서 '일하는 산'이라고도 부른다. 서쪽에 있는 것은 푸르비에르 (Fourvière) 산은 노트르담 드 푸르비에르 성당과 수녀원, 대주교 저택 등이 모여 있어 일명 '기도하는 산'이라고도 한다. 이 일대는 비외리옹 (Vieux Lyon), 즉 리옹 구시가지가 형성되어 있으며, 리옹의 TV타워인 푸르비에르 철탑과 케이블카도 설치되어 있다. 푸르비에르와 프레스킬, 라크루아루스 지역은 유네스코 세계문화유산으로 지정된 곳이기도 하다.
프레스킬 구역에서 론 강 넘어 동쪽 지역은 드넓은 평야지대가 있는데 이곳에 리옹 신시가지가 들어서 있으며, 대다수 리옹 시민이 거주하는 지역이기도 하다. 이곳에는 리옹의 중심업무지구인 라파르디외가 있으며, 파르디외 타워, 옥시젠 타워, 스위스 라이프 타워 등의 마천루가 들어서 있다. 리옹의 중앙 철도역인 리옹파르디외 역도 이곳에 위치해 있다. 신시가지 북쪽으로는 리옹 제6구가 있는데 유럽에서 가장 큰 공원 중 하나인 라 테트 도르 공원과 리세 뒤 파르크, 인터폴 본부 등이 있다.

## 스포츠
리옹은 세계적으로 유명한 축구팀인 올랭피크 리옹의 연고지이다.

## 인구
| 연도 | 인구    | ±%     |
| ---- | ------- | ------ |
| 1801 | 101,760 | —      |
| 1806 | 114,643 | +12.7% |
| 1821 | 149,611 | +30.5% |
| 1831 | 182,668 | +22.1% |
| 1836 | 198,683 | +8.8%  |
| 1841 | 206,670 | +4.0%  |
| 1846 | 238,466 | +15.4% |
| 1851 | 259,220 | +8.7%  |
| 1856 | 293,743 | +13.3% |
| 1861 | 320,326 | +9.0%  |
| 1866 | 325,219 | +1.5%  |
| 1872 | 324,590 | −0.2%  |

| 연도 | 인구    | ±%    |
| ---- | ------- | ----- |
| 1876 | 344,513 | +6.1% |
| 1881 | 378,581 | +9.9% |
| 1886 | 404,172 | +6.8% |
| 1891 | 440,315 | +8.9% |
| 1896 | 468,311 | +6.4% |
| 1901 | 461,687 | −1.4% |
| 1906 | 474,652 | +2.8% |
| 1911 | 462,248 | −2.6% |
| 1921 | 462,446 | +0.0% |
| 1926 | 463,125 | +0.1% |
| 1931 | 463,647 | +0.1% |
| 1936 | 463,061 | −0.1% |

| 연도 | 인구    | ±%     |
| ---- | ------- | ------ |
| 1946 | 464,104 | +0.2%  |
| 1954 | 475,343 | +2.4%  |
| 1962 | 535,746 | +12.7% |
| 1968 | 527,800 | −1.5%  |
| 1975 | 456,716 | −13.5% |
| 1982 | 413,095 | −9.6%  |
| 1990 | 415,487 | +0.6%  |
| 1999 | 445,452 | +7.2%  |
| 2007 | 472,330 | +6.0%  |
| 2012 | 496,343 | +5.1%  |
| 2017 | 516,092 | +4.0%  |

|  | 기술적 문제로 인해 그래프를 일시적으로 사용할 수 없습니다. 파브리케이터와 미디어위키 위키에 더 자세한 정보가 있습니다. |

## 기후
| 리옹 (리옹 브홍 공항)의 기후                                     | 리옹 (리옹 브홍 공항)의 기후 | 리옹 (리옹 브홍 공항)의 기후 | 리옹 (리옹 브홍 공항)의 기후 | 리옹 (리옹 브홍 공항)의 기후 | 리옹 (리옹 브홍 공항)의 기후 | 리옹 (리옹 브홍 공항)의 기후 | 리옹 (리옹 브홍 공항)의 기후 | 리옹 (리옹 브홍 공항)의 기후 | 리옹 (리옹 브홍 공항)의 기후 | 리옹 (리옹 브홍 공항)의 기후 | 리옹 (리옹 브홍 공항)의 기후 | 리옹 (리옹 브홍 공항)의 기후 | 리옹 (리옹 브홍 공항)의 기후 |
| 월                                                               | 1월                          | 2월                          | 3월                          | 4월                          | 5월                          | 6월                          | 7월                          | 8월                          | 9월                          | 10월                         | 11월                         | 12월                         | 연간                         |
| ---------------------------------------------------------------- | ---------------------------- | ---------------------------- | ---------------------------- | ---------------------------- | ---------------------------- | ---------------------------- | ---------------------------- | ---------------------------- | ---------------------------- | ---------------------------- | ---------------------------- | ---------------------------- | ---------------------------- |
| 역대 최고 기온 °C (°F)                                           | 19.1 (66.4)                  | 21.9 (71.4)                  | 26.0 (78.8)                  | 30.1 (86.2)                  | 34.2 (93.6)                  | 38.4 (101.1)                 | 40.4 (104.7)                 | 41.4 (106.5)                 | 35.8 (96.4)                  | 28.4 (83.1)                  | 23.0 (73.4)                  | 20.2 (68.4)                  | 41.4 (106.5)                 |
| 일평균 최고 기온 °C (°F)                                         | 7.1 (44.8)                   | 9.0 (48.2)                   | 13.8 (56.8)                  | 17.4 (63.3)                  | 21.5 (70.7)                  | 25.6 (78.1)                  | 28.2 (82.8)                  | 28.0 (82.4)                  | 23.1 (73.6)                  | 17.7 (63.9)                  | 11.4 (52.5)                  | 7.7 (45.9)                   | 17.5 (63.5)                  |
| 일일 평균 기온 °C (°F)                                           | 4.1 (39.4)                   | 5.2 (41.4)                   | 9.0 (48.2)                   | 12.3 (54.1)                  | 16.3 (61.3)                  | 20.3 (68.5)                  | 22.6 (72.7)                  | 22.3 (72.1)                  | 17.9 (64.2)                  | 13.7 (56.7)                  | 8.1 (46.6)                   | 4.8 (40.6)                   | 13.0 (55.4)                  |
| 일평균 최저 기온 °C (°F)                                         | 1.1 (34.0)                   | 1.4 (34.5)                   | 4.2 (39.6)                   | 7.2 (45.0)                   | 11.2 (52.2)                  | 15.0 (59.0)                  | 17.0 (62.6)                  | 16.6 (61.9)                  | 12.8 (55.0)                  | 9.6 (49.3)                   | 4.9 (40.8)                   | 2.0 (35.6)                   | 8.6 (47.5)                   |
| 역대 최저 기온 °C (°F)                                           | −23.0 (−9.4)                 | −22.5 (−8.5)                 | −10.5 (13.1)                 | −4.4 (24.1)                  | −3.8 (25.2)                  | 2.3 (36.1)                   | 6.1 (43.0)                   | 4.6 (40.3)                   | 0.2 (32.4)                   | −4.5 (23.9)                  | −9.4 (15.1)                  | −24.6 (−12.3)                | −24.6 (−12.3)                |
| 평균 강수량 mm (인치)                                            | 49.8 (1.96)                  | 41.6 (1.64)                  | 49.4 (1.94)                  | 68.9 (2.71)                  | 80.9 (3.19)                  | 74.1 (2.92)                  | 67.4 (2.65)                  | 65.5 (2.58)                  | 82.5 (3.25)                  | 99.8 (3.93)                  | 87.2 (3.43)                  | 53.7 (2.11)                  | 820.8 (32.31)                |
| 평균 강수일수 (≥ 1.0 mm)                                         | 8.1                          | 7.9                          | 8.4                          | 9.0                          | 10.3                         | 8.5                          | 7.5                          | 7.2                          | 7.3                          | 9.9                          | 9.4                          | 9.2                          | 102.8                        |
| 평균 월간 일조시간                                               | 71.1                         | 102.4                        | 173.7                        | 197.7                        | 223.8                        | 256.5                        | 288.1                        | 263.1                        | 204.1                        | 131.4                        | 78.9                         | 58.7                         | 2,049.5                      |
| 출처 1: 프랑스 기상청 (평년값: 1991년~2020년, 극값: 1920년~현재) |                              |                              |                              |                              |                              |                              |                              |                              |                              |                              |                              |                              |                              |
| 출처 2: 리옹 기상국                                              |                              |                              |                              |                              |                              |                              |                              |                              |                              |                              |                              |                              |                              |

## 교통
- 생텍쥐페리 국제공항
- 리옹 메트로

## 자매결연도시
- 버밍엄, 영국
- 광저우, 중화인민공화국
- 밀라노, 이탈리아
- 세인트루이스, 미국
- 프랑크푸르트, 독일
- 요코하마시, 일본